# Tobias Johannes Becker

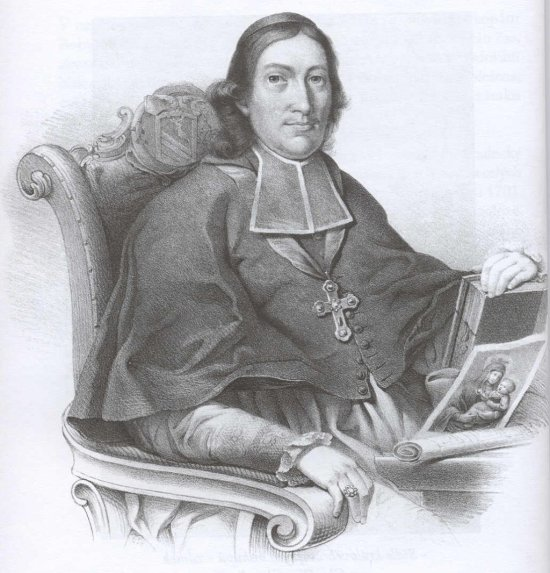
Tobias Johannes Becker

Tobias Johannes Becker (tschechisch Tobiáš Jan Becker; * 15. Juli 1649 in Grulich, Königgrätzer Kreis; † 11. September 1710) war Bischof von Königgrätz.

## Herkunft und Werdegang
Tobias Johannes Becker war der Sohn eines Bäckers und Schöffen. Nachdem ein Glatzer Jesuitenmissionar seine Begabung erkannt hatte, durfte er das dortige Gymnasium besuchen und studierte anschließend in Prag. 1670 promovierte er zum Dr. phil. Weil er Geistlicher werden wollte, schloss er ein Theologiestudium an und wurde am 18. März 1673 in Prag zum Priester geweiht. Anschließend war er seelsorglich tätig und Beichtvater der Prager Ursulinen. 1679 wurde ihm von der Familie Lamboy, der die Herrschaft Arnau in Ostböhmen gehörte und die dort das Kirchenpatronat besaß, die Seelsorge an der Pfarrkirche übertragen. Mit der Berufung in das Prager Domkapitel wurde er gleichzeitig zum deutschen Domprediger ernannt und 1693 zum Scholaster. Im Veitsdom ließ er die Heiligenstatuen, die 1619 von den Calvinisten beschädigt worden waren, auf eigene Kosten erneuern und die Grabstätte des heiligen Johannes von Nepomuk mit Marmor und plastischem Schmuck ausgestalten.

### Bischof von Königgrätz

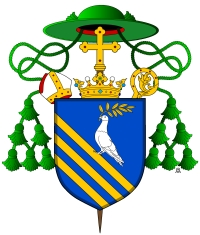
Wappen Tobias Johannes Becker, Bischof von Königgrätz (1702–1710)

Nach dem Tode des Königgrätzer Bischofs Gottfried Kapaun von Swoykow nominierte Kaiser Leopold I. Tobias Johannes Becker zu dessen Nachfolger. Der päpstlichen Bestätigung vom 3. April 1702 folgte am 14. Mai d. J. die Bischofsweihe in Leitmeritz durch Bischof Jaroslaw Ignaz von Sternberg und zwei Tage später die Amtsübernahme in Königgrätz.
Auch als Bischof verrichtete Becker seelsorgliche Aufgaben, hielt Predigten und hörte Beichte. Er visitierte seine Diözese und erließ 1704 Richtlinien für den Klerus und 1706 für eine würdige und schlichte Priesterkleidung. Da der Protestantismus in seiner Diözese weit verbreitet war, setzte er sich für die Rekatholisierung der Gläubigen ein. Protestantische Aktivisten sollten angezeigt und nichtkatholische Schriften beseitigt werden.
Mit dem Magistrat der Stadt Königgrätz konnten während seiner Amtszeit die Rechtsstreitigkeiten, die die Entwicklung des Bistums unter Beckers Vorgängern gehemmt hatten, beendet werden. Das Palais Gallas wurde zu einer bischöflichen Residenz umgebaut und auf dem Gelände der alten Burg Domherrenwohnungen sowie das Priesterseminar mit einer Nepomukkirche errichtet. In der bischöflichen Stadt Chrast wurde die Pfarrkirche erbaut und das bischöfliche Schloss vergrößert.
Ein besonders Anliegen war ihm die Entwicklung der bei seiner Heimatstadt Grulich gelegenen alten Kultstätte, die als „Muttergottesberg“ bezeichnet wurde, zu einem Wallfahrtsort mit einem Kloster der Serviten. Noch bevor er Bischof geworden war, schenkte Becker im Jahre 1700 für die neue Wallfahrtskirche aus seinem Besitz das Gnadenbild, eine Kopie des Marienbildes von Santa Maria Maggiore in Rom. Mit Unterstützung des Grafen Althann, dem die Herrschaft Grulich gehörte, förderte Becker die Errichtung einer Anlage mit Kloster, Kirche, Hl. Stiege, Loretokapelle und Umgängen, die sich zu einem weit bekannten Wallfahrtsort entwickelte.
Der zunehmende Anspruch der Landesherren auf staatliche Kirchenhoheit führte u. a. auch dazu, dass Becker die nichtadelige Herkunft vorgehalten wurde. Er beabsichtigte deshalb, sein Bischofsamt aufzugeben und sich in das von ihm gegründete Servitenkloster auf dem Muttergottesberg zurückzuziehen. Da er kurz danach starb, kam es nicht mehr dazu. Sein Leichnam wurde in der Königgrätzer Kathedrale beigesetzt.